# Pan American World Airways
Pan American World Airways, thường được biết đến với cái tên Pan Am, là hãng hàng không quốc tế chính của nước Mỹ từ thập niên 1930 cho tới khi Hãng chấm dứt hoạt động vào năm 1991. Được thành lập lần đầu tiên với dịch vụ thủy phi cơ từ Key West, Florida, Hãng đã trở thành công ty lớn được tín nhiệm với rất nhiều sáng kiến đã trở thành chuẩn mực trong ngành công nghiệp hàng không quốc tế, bao gồm việc sử dụng đại trà máy bay phản lực, máy bay lớn chuyên chở hành khách và hệ thống đặt chỗ vi tính. Được biết đến bởi biểu trưng hình quả địa cầu màu xanh dương và sử dụng chữ "Clipper" ở mỗi cái tên của chiếc máy bay và tên hiệu của hãng, Pan Am là hình ảnh của văn hóa thế kỷ 20 và cũng là hãng hàng không quốc gia không chính thức của nước Mỹ.
Pan Am đã chuyển thành 2 công ty sau năm 1991. Hãng Pan Am thứ hai hoạt động từ năm 1996 cho đến năm 1998 tập trung vào những chuyến bay đường dài giá rẻ từ nước Mỹ đến vùng biển Caribê. Hãng Pan Am thứ ba ở Portsmouth, New Hampshire, chấm dứt hoạt động vào năm 2004 (Boston-Maine Airways, hãng hàng không cùng kiểu với hãng Pan Am III, vẫn hoạt động dưới cái tên Pan Am Clipper Connection). Ngoại trừ hãng thứ 2 có số hiệu của IATA là "PN", Pan Am III vẫn còn sử dụng số hiệu của IATA là PA và của ICAO là PAA cho dù các công ty này không có quan hệ gì với hãng Pan Am đầu tiên cả. Ngay cả hãng Pan Am III không hề có quan hệ gì với hãng thứ hai của giữa thập niên 1990.

## Lịch sử

### Sự thành lập
Tổ chức Pan American Airways được sáng lập vào ngày 14 tháng 3 năm 1927 bởi Thiếu tá Henry H. "Hap" Arnold và đối tác của ông ta. Công ty quân sự của họ có thể đạt được một bản hợp đồng về việc phân phát thư của nước Mỹ tới Cuba, nhưng họ lại thiếu khả năng tài chính để làm được việc đó. Ngày 2 tháng 6 năm 1927, Juan Trippe thành lập Aviation Corporation of America với sự ủng hộ mạnh mẽ và có tính chính trị của các nhà tài phiệt William A. Rockefeller, Cornelius Vanderbilt Whitney và một số người khác; Whitney phục vụ công ty với tư cách là Chủ tịch công ty. Công ty của họ có tất cả quyền lợi để được hạ cánh tại La Habana, có được một công ty hàng không nhỏ được thành lập vào năm 1926 bởi John K. Montgomery và Richard B. Bevier là dịch vụ thủy phi cơ từ Key West tới La Habana. Công ty hàng không Atlantic, Gulf, Caribbean Airways được thành lập vào ngày 11 tháng 10 năm 1927 bởi nhà đầu tư ngân hàng của thành phố New York Richard Hoyt, làm việc với tư cách là chủ tịch. Cả ba công ty đó sáp nhập với nhau thành một công ty cổ phần mẹ tên là Aviation Corporation of the Americas vào ngày 23 tháng 6 năm 1928. Richard Hoyt được giữ chức Chủ tịch Hội đồng Quản trị, nhưng Trippe và đối tác của ông ta lại nắm tới 40% vốn trong công ty và Whitney được làm Chủ tịch. Trippe trở thành người đứng đầu các hoạt động của tổ chức Pan American Airways mới, được thành lập như là công ty con hoạt động đầu tiên của Aviation Corporation of the Americas.
Chính phủ Mỹ đã đồng ý bản hợp đồng gốc về việc phân phát thư của Pan Am với sự chống đối nhỏ nhen và thoát ra khỏi nỗi sợ vì ông chủ người Đức của hãng hàng không quốc gia Colombia SCADTA (ngày nay là Avianca) sẽ không thể cạnh tranh việc đấu giá lộ trình giữa Mỹ Latinh và nước Mỹ. Xa hơn nữa chính phủ cũng giúp cho Pan Am bằng việc bảo vệ Hãng tách ra khỏi những đối thủ người Mỹ khác, xem Pan Am như một "hãng đã được chọn" cho đường bay nước ngoài của Mỹ. Hãng được mở rộng, được hưởng một phần nào theo như bản thỏa thuận về việc độc quyền không chính thức phân phối thư ra nước ngoài.

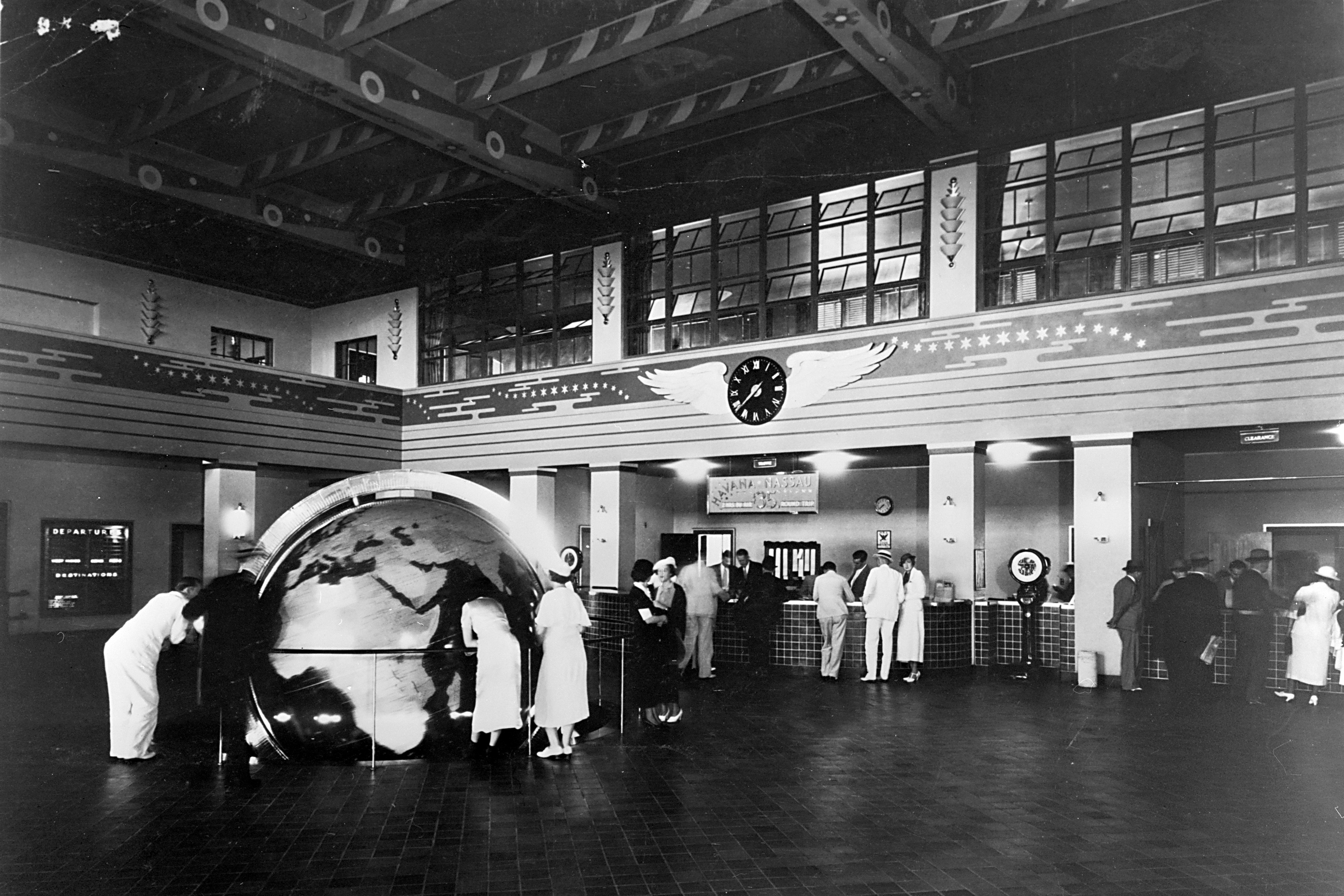
Pan Am's seaplane terminal at Dinner Key in Miami, Florida, was a hub of inter-American travel during the 1930s and 1940s.

Trippe và đồng minh của ông ta đã có kế hoạch mở rộng đường bay của Pan Am xuyên suốt Trung và Nam Mỹ. Trong thời gian cuối thập niên 20 và đầu thập niên 30, Pan Am đã mua lại một số hãng hàng không đã và đang phá sản của Trung và Nam Mỹ và thương lượng về quyền được hạ cánh với các nhân viên bưu điện để kiếm được đa số các bản hợp đồng phân phát thư của chính phủ tới những vùng đó. Tháng 9 năm 1929, Trippe đi ngoại giao vùng Mỹ Latinh với Charles Lindbergh để thương lượng về quyền được hạ cánh tại một số quốc gia, kể cả đất quê nhà của SCADTA tại Colombia. Vào thời điểm cuối năm, Pan Am cung cấp các chuyến bay xuống bờ biển phía Tây của Nam Mỹ tới Peru. Vào năm kế tiếp, Pan Am mua lại hãng New York, Rio and Buenos Aires Line (NYRBA), cho hãng đó đường bay bằng thủy phi cơ dọc theo bờ biển phía Đông của Nam Mỹ tới Buenos Aires, Argentina và đi về phía Tây tới Santiago, Chilê và đổi tên hãng thành Panair do Brasil. Pan Am cũng hợp tác với hãng tàu thủy Grace Shipping Company vào năm 1929 để thành lập Pan American-Grace Airways, hay còn được biết đến là Panagra, để chiếm chỗ đứng tới vị trí của các nước thuộc dãy Andes ở Nam Mỹ.
Công ty mẹ của Pan Am, Aviation Corporation of the Americas là công ty có cổ phiếu sôi động nhất trên thị trường chứng khoán New York Curb Exchange vào năm 1929, và xuất hiện sự đầu cơ tăng giá cổ phiếu mỗi khi công ty có đường bay mới. Vào một ngày tháng 3, giá trị cổ phiếu của công ty đã tăng lên tới 50%. Trippe và đồng minh của ông ta đã phải đấu tranh chống lại nỗ lực tiếp quản của United Aircraft and Transport Corporation (UATC) để giữ lại quyền điều hành Pan Am (UATC là công ty mẹ của những hãng bây giờ là Boeing, Pratt & Whitney và United Airlines).

### Kỷ nguyên Clipper

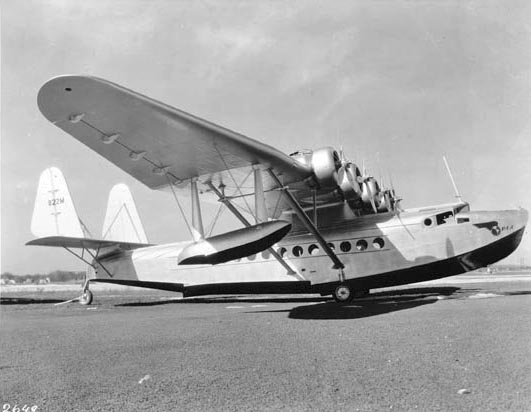
Chiếc Sikorsky S-42 là một trong những chiếc thủy phi cơ đầu tiên của Pan Am và được sử dụng để khảo sát đường bay San Francisco-Trung Quốc.

Khi Pan Am đang phát triển mạng lưới đường bay Nam Mỹ, Hãng cũng thương lượng hợp tác với Bernt Balchen của hãng hàng không Na Uy Norwegian Airline DNL vào năm 1937 cho những chuyến bay vượt Đại Tây Dương tới châu Âu. Nội dung thương lượng là Pan Am sẽ sử dụng những chiếc Clipper của họ cho những chuyến bay từ New York tới Reykjavík, Ai xơ len; còn DNL sẽ dùng Sikorsky S-43 để bay tiếp tới Bergen, Na Uy. Ý tưởng này đã bị loại bỏ khi Pan Am rút lui và thay vào đó đổi hướng sang Anh và Pháp để bắt đầu dịch vụ thủy phi cơ giữa nước Mỹ và châu Âu. Hãng hàng không Nhà nước Anh Imperial Airways háo hức muốn hợp tác với Pan Am, nhưng Pháp lại ít có thiện chí hợp tác, vì hãng hàng không quốc gia Pháp Aéropostale là hãng chủ yếu ở Mỹ Latinh và cũng là đối thủ của Pan Am ở một số đường bay. Cuối cùng, Pan Am đã nắm được thỏa thuận với cả hai nước để cung cấp dịch vụ từ Norfolk, Virginia tới châu Âu qua Bermuda và đảo Açores bằng những chiếc thủy phi cơ Sikorsky S-40. Dịch vụ này tuy chưa hoàn toàn hoạt động, nhưng từ ngày 16 tháng 6 năm 1937, một dịch vụ chung từ New York tới Bermuda bắt đầu, với việc Pan Am sử dụng chiếc Sikorsky S-42 Bermuda Clipper còn Imperial Airways sử dụng chiếc thủy phi cơ "hạng C" RMA Cavalier. Pan Am cũng kiếm được một hợp đồng phân phát thư từ Boston tới Halifax.
Vào ngày 5 tháng 7 năm 1937, chuyến bay thương mại khảo sát đầu tiên qua bên kia bờ Bắc Đại Tây Dương đã được dẫn đường. Chiếc Sikorsky S-42 Pan Am Clipper III, hạ cánh tại Botwood ở Vịnh Exploits, Newfoundland, Canada từ Cảng Washington, New York, bay qua Shediac, New Brunswick, Canada. Ngày tiếp theo chiếc Pan Am Clipper III, do Cơ trưởng Harold Gray điều khiển rời Botwood để tới Foynes, Ái Nhĩ Lan. Cùng ngày chiếc Short Empire C-class The Caledonia, dưới sự chỉ huy của Cơ trưởng Arthur Sydney Wilcockson, rời Foynes tới Botwood và hạ cánh vào ngày 6 tháng 7, vươn tới Montreal ngày 8 tháng 7 và New York ngày 9 tháng 7. Những chuyến bay thử nghiệm đó đánh dấu bước đầu nhắm tới việc khởi động của những chuyến bay thương mại vượt Đại Tây Dương.
Một đội bay gồm 6 chiếc thủy phi cơ tầm xa Boeing 314 được giao cho Pan Am đầu năm 1939. Kiểu máy bay mới đã cho phép những chuyến bay hành khách và phát thư hàng tuần từ Mỹ đến Anh bắt đầu vào ngày 28 tháng 7 năm 1939. Đường bay từ New York qua Shediac, Botwood và Foynes tới Southampton. Giá vé một chiều là 375 đô la - tương đương với 5000 đô la ngày nay. Từ sự bùng nổ của chiến tranh, Foynes trở thành nhà ga cho tới khi dịch vụ chấm dứt vào mùa đông ngày 5 tháng 10. Trong suốt cuộc chiến tranh, những chiếc Pan Am Boeing 314 thường xuyên bay trên bầu trời trung tâm Đại Tây Dương và trên khắp thế giới ủng hộ cho các hoạt động quân sự.
Pan Am đã có kế hoạch bắt đầu dịch vụ máy bay trên đất liền qua Alaska tới Nhật và Trung Quốc và đưa Lindbergh lên một chuyến bay khảo sát vào năm 1930; tuy nhiên trong tình trạng nổi dậy giành chính quyền ở Liên bang Xô Viết và Nhật khiến cho đường bay này không tồn tại được. Trippe sau đó quyết định mở dịch vụ từ San Francisco tới Honolulu và từ đó tới Hồng Kông và Auckland đi theo con đường tàu thủy. Sau khi thương lượng vào năm 1934 về quyền hạ cánh vào năm 1934 tại Trân Châu Cảng, Đảo Midway, Đảo Wake, Guam và Vịnh Subic (Manila), Pan Am chở một thiết bị hàng không trị giá 500.000 đô la về hướng Tây vào tháng 3 năm 1935 và chạy thử chuyến bay khảo sát đầu tiên tới Honolulu vào tháng 4 với chiếc Sikorsky S-42. Hãng đã có được một hợp đồng chuyển thư tuyến San Francisco-Canton cuối năm ấy, bay chuyến đầu tiên của chiếc Martin M-130 ngày 22 tháng 11 để phô trương. Sau đó Pan Am sử dụng những chiếc Boeing 314 cho những đường bay Thái Bình Dương: ở Trung Quốc, hành khách có thể đi tiếp chuyến bay nội địa trên mạng lưới China National Aviation Corporation (CNAC) được thành lập bởi Pan Am. Chiếc Boeing 314 cũng được sử dụng trong các chuyến bay vượt Đại Tây Dương bắt đầu vào năm 1939.
"Clippers"—cái tên nhại lại những chiếc thuyền buồm (Clipper ships) thế kỷ 19—là máy bay hành khách duy nhất của nước Mỹ vào thời điểm có khả năng du lịch liên lục địa. Để cạnh tranh với những chiếc tàu thủy chở khách, Pan Am đã chào mời những chiếc ghế hạng nhất trên hầu hết các chuyến bay, và phong cách của tổ lái trở nên trang trọng hơn. Thay vì mặc áo khoác da, đeo khăn quàng cổ theo kiểu phi công phát thư, tổ lái của chiếc những chiếc Clipper mặc đồng phục theo kiểu hải quân và phải diễu hành khi lên xuống máy bay. Tuy nhiên, trong thời điểmChiến tranh thế giới thứ hai, đa số những chiếc Clipper bị đưa vào quân đội, khi mà tổ lái của Pan Am phải hoạt động máy bay theo như hợp đồng. Trong thời kì này, Pan Am đã tiên phong một đường bay mới sang bên phía Tây và Trung Phi để tới Iran. Một điều quan trọng khác vào tháng 1 năm 1943, khi Franklin Roosevelt trở thành Tổng thống Mỹ đầu tiên bay ra nước ngoài trên chiếc Dixie Clipper. Cũng trong thời điểm này người tạo ra sê-ri Star Trek Gene Roddenberry là phi công của chiếc Clipper. Ông ta đã ở trên chiếc Clipper Eclipse khi nó rơi ở Syria ngày 19 tháng 6 năm 1947.

### Những sự mở rộng sau chiến tranh
Sau chiến tranh, đội máy bay của Pan American đã nhanh chóng được thay thế bởi những chiếc máy bay nhanh hơn như: Boeing 377, Douglas DC-6, Lockheed Constellation. Gần như suốt 40 năm, chuyến bay Pan Am 001 thống trị tất cả chuyến bay du lịch về phía Tây với chuyến bay bắt đầu từ San Francisco cho đến tất cả mọi nơi trên thế giới. Những điểm đến đó bao gồm Honolulu, Tokyo, Hồng Kông, Băng Cốc, Calcutta, New Delhi, Beirut, Luân Đôn, Frankfurt và cuối cùng là New York. Những chuyến bay về phía Tây đấy kéo dài khoảng 46 tiếng kể từ khi lần đầu tiên cất cánh. Trong khi đó, chuyến bay Pan Am 002 thì bay vòng quanh địa cầu về phía Đông.
Cho dù Pan Am đã vận động mạnh mẽ để làm nổi bật vị trí hàng không quốc tế của Mỹ, hãng đã mất đi danh hiệu đấy—trước tiên là American Overseas Airlines, sau đó là một số hãng được chỉ định để cạnh tranh với Pan Am ở một số thị trường như mất cho TWA thị trường châu Âu, Nam Mỹ cho hãng Braniff International và Đông Á cho hãng Northwest Orient. Vào năm 1950, ít lâu sau khi bắt đầu dịch vụ bay vòng quanh thế giới và phát triển khái niệm về dịch vụ hành khách "Hạng giá rẻ" (Economy Class), Pan American Airways, Inc. đổi tên thành Pan American World Airways, Inc.
Với sự cạnh tranh mạnh mẽ trên rất nhiều đường bay của hãng, Pan Am bắt đầu đầu tư vào những sáng kiến mới như máy bay phản lực và máy bay thân rộng. Pan Am đã mua những chiếc DC-8 và Boeing 707, chiếc máy bay mà Boeing phải thay đổi để có 6 ghế ngồi mỗi hàng thay vì 5 dưới sức ép của Pan Am. Hãng đã mở đầu cho dịch vụ máy bay phản lực vượt Đại Tây Dương từ New York đến Paris vào ngày 26 tháng 10 năm 1958, với chiếc Boeing 707 có tên là Clipper America.
Pan Am cũng là khách hàng khởi đầu cho chiếc Boeing 747, ban đầu đã đặt mua 25 chiếc vào tháng 4 năm 1966. Ngày 15 tháng 1 năm 1970, Đệ nhất Phu nhân Pat Nixon chính thức đặt tên cho chiếc 747 của Pan Am tại Sân bay Quốc tế Washington Dulles với sự có mặt của Chủ tịch Hội đồng Quản trị Pan Am Najeeb Halaby. Hay hơn việc đập vỡ chai sâm-banh, màu đỏ, trắng, xanh da trời được phun lên máy bay. Pan Am đã hoạt động dịch vụ thương mại có lịch trình đầu tiên của chiếc 747 vào buổi chiều ngày 21 tháng 1 năm 1970, khi chiếc Clipper Victor rời New York tới Luân Đôn.
Pan Am cũng là một trong ba hãng hàng không đầu tiên ký hợp đồng mua máy bay Concorde, nhưng giống như các hãng hàng không khác đều rút bản hợp đồng—với sự phản đối của British Overseas Airways Corporation (BOAC) và Air France—thậm chí Hãng vẫn chưa mua chiếc máy bay siêu âm. Hãng cũng là khách hàng tiềm năng cho chiếc Boeing 2707 bị bỏ quên, kế hoạch cho chiếc máy bay siêu âm của Mỹ vẫn chưa hề thấy có dịch vụ.
Vào thập niên 1950, Pan Am đa dạng hóa trên nhiều lĩnh vực khác. Một số công ty mà Pan Am mua lại cổ phần kể cả chuỗi khách sạn InterContinental và chiếc máy bay tư nhân Dassault Falcon. Pan Am cũng bị dính dáng đến việc tạo ra tên lửa thăm dò tầm bay ở Nam Đại Tây Dương và hoạt động một phòng thí nghiệm động cơ hạt nhân ở Nevada.
Khi sự đi lại tăng dần vào năm 1962, Pan Am đã ủy quyền cho hãng IBM để xây dựng PANAMAC, chiếc máy tính lớn được dùng để đặt chỗ trên chuyến bay và khách sạn. Nó cũng lưu trữ một số lượng lớn thông tin về các thành phố, đất nước, phi trường, máy bay, khách sạn và nhà hàng. Chiếc PANAMAC được đặt tại tầng 4 của Tòa nhà Pan Am, trước đó được xây dựng ở trung tâm Manhattan và đã từng là văn phòng thương mại lớn nhất thế giới trong một thời gian.
Pan Am cũng xây dựng Worldport, là ga hành khách của hãng hàng không lớn nhất thế giới trong rất nhiều năm ở Sân bay Quốc tế JFK. Nó rất đặc sắc bởi thiết kế hình elip, diện tích mái 16.000 m², trông lơ lửng từ xa từ cột bên ngoài của ga bên dưới bởi 32 bộ cột trụ và dây cáp. Ga được thiết kế để có thể cho phép hành khách có thể lên xuống bằng cầu thang mà không bị ướt bởi việc đỗ chiếc mũi máy bay bên dưới mái. Sự giới thiệu cầu máy bay đã làm cho điểm này trở nên lỗi thời. Tiếp nối những công trình đậm nét cổ điển của hãng, ở Miami Pan Am đã xây dựng một tòa nhà huấn luyện được mạ vàng với kiểu dáng của Edward Durell Stone được thiết kế bởi Steward-Skinner Architects.
Tại phần đỉnh, Pan Am cung cấp dịch vụ có lịch trình tới tất cả các châu lục, trừ Nam Cực. Rất nhiều đường bay của Hãng giữa New York, châu Âu và Nam Mỹ, giữa Miami và vùng biển Caribê. Bắt đầu từ năm 1964, Hãng đã cung cấp dịch vụ máy bay trực thăng từ các sân bay chính của New York đến Manhattan. Bên cạnh chiếc DC-8, Boeing 707 và Boeing 747, đội bay của Pan Am còn có cả Boeing 720, Boeing 727 (thay thế cho 720), 737 và Boeing 747SP, chiếc đã cho phép Pan Am bay từ New York đến Tokyo mà không dừng lại. Hãng cũng sử dụng Lockheed L-1011, DC-10 và cả Airbus A300, A310.
Pan Am cũng tham gia vào các chuyến bay từ thiện nổi tiếng. Pan Am mở 650 chuyến bay 1 tuần giữa Tây Đức và Tây Berlin, đầu tiên với chiếc DC-6B và sau đó vào năm 1966 với chiếc Boeing 727. Pan Am cũng bay những chuyến R&R (Rest and Recreation, Nghỉ ngơi và tiêu khiển) trong thời gian chiến tranh Việt Nam. Những chuyến bay này chở những viên chức người Mỹ làm cho R&R rời Hồng Kông, Tokyo và một số thành phố châu Á khác.
Ở đỉnh cao của hãng vào đầu thập niên 1970, việc quảng cáo của Pan Am đã đưa Hãng trở nên nổi tiếng qua câu khẩu hiệu thương mại "World's Most Experienced Airline" (Hãng hàng không giàu kinh nghiệm nhất thế giới). Thời gian này hãng được quan tâm sâu sắc từ những bức tranh máy bay và những điểm đến mà Hãng đã bay đến trên hơn 160 nước. Hãng cũng rất được tôn trọng bởi kinh nghiệm và sự thành thạo của tổ bay; nhân viên khoang máy bay có thể nói được nhiều thứ tiếng và đều tốt nghiệp Đại học, thường xuyên tập luyện sự chăm sóc, điều dưỡng. Trong thời kỳ này, dịch vụ và việc nấu nướng trên chuyến bay của Pan Am được lấy cảm hứng từ Maxim's de Paris, được giao tới "với sự tinh mắt của con người hiếm khi sánh kịp". Jacqueline Kennedy Onassis (cựu Đệ nhất Phu nhân Mỹ) đã rất thích bay ở hạng nhất trên những chuyến bay của Pan Am từ New York tới Athens, mặc dù người chồng Hy Lạp của bà ta sở hữu hãng Olympic Airlines.

### Sự suy sụp
Sự khủng hoảng năng lượng vào năm 1973 tác động đáng kể đến chi phí hoạt động của Pan Am. Cộng thêm giá nhiên liệu tăng cao, nhu cầu du lịch bằng máy bay thấp và sự cung cấp quá mức trên thị trường du lịch quốc tế (nguyên nhân do phần nào của giải thưởng đường bay của liên bang tới hãng hàng không khác, như trường hợp tuyến vượt Thái Bình Dương) đã làm giảm số lượng hành khách mà Pan Am chuyên chở, cũng chẳng khác gì sự lãi ròng của lợi nhuận. Giống như các hãng hàng không chính khác, Pan Am đã đầu tư vào số lượng khá lớn đội bay Boeing 747 với sự mong chờ yêu cầu của du lịch hàng không sẽ tiếp tục tăng lên, nhưng nó không luôn là trường hợp.
Ngày 23 tháng 9 năm 1974, một nhóm nhân viên Pan Am công bố một mục quảng cáo trên tờ New York Times để đăng ký sự bất đồng đối với chính sách liên bang khi họ cảm thấy bị tổn hại bởi khả năng tài chính của ông chủ của họ. Mục quảng cáo cũng nói rằng sự trái ngược nhau ở phí hạ cánh ở sân bay, khi Pan Am trả tới 4200 đô la để đáp một chiếc máy bay ở Sydney, Úc mà hãng hàng không Úc Qantas Airways chỉ trả có 178 đô la để đáp một máy bay ở Los Angeles. Mục quảng cáo cũng đấu tranh rằng Dịch vụ bưu điện Mỹ trả cho các hãng hàng không nước ngoài đến 5 lần để phân phối thư của nước Mỹ so với Pan Am. Cuối cùng, mục này đã đặt câu hỏi tại sao Ngân hàng xuất nhập khẩu của nước Mỹ cho Nhật, Pháp và Ả rập Xê út vay với mức lãi 6% trong khi Pan Am phải trả lãi tới 12%.
Để giữ nguyên sức cạnh tranh với các hãng hàng không khác, Pan Am bắt đầu cố gắng xâm nhập vào thị trường nội địa Mỹ. Sau một vài nỗ lực thất bại để kiếm được sự chấp thuận thị trường nội địa, đạo luật về sự bãi bỏ quy định hàng không cuối cùng cũng cho phép Pan Am bắt đầu các chuyến bay nội địa từ những trung tâm của hãng ở Mỹ vào năm 1979. Nhưng mặt khác, sự bãi bỏ quy định cũng đã tổn thương Pan Am từ khi Hãng không có hệ thống đường bay nội địa sớm hơn, đó là kết quả của sự tập trung vào việc thống trị thị trường hải ngoại của Juan Trippe. Trong lúc đó, các hãng máy bay với thị trường nội địa bây giờ cũng cạnh tranh với Pan Am trên thị trường quốc tế.
Dưới sự điều khiển của Chủ tịch Hội đồng Quản trị William Seawell, Pan Am phát triển mạng lưới thị trường nội địa qua đêm bằng việc mua lại hãng National Airlines vào năm 1980. Tuy nhiên, một cuộc trả giá gây ra bởi Pan Am vì họ phải trả nhiều hơn so với giá trị thực của National Airlines. Công ty kết hợp tiếp tục tích lũy nợ nần vì những chiếc máy bay không phù hợp (Pan Am có chiếc L-1011 với động cơ Rolls-Royce, trong khi đó National Airlines sử dụng những chiếc DC-10 với động cơ GE), đường bay không phù hợp (Sự hoạt động của National tập trung vào Florida) và văn hóa tập thể không phù hợp. Seawell cố gắng cứu hãng bằng việc bán một số tài sản, bao gồm Tòa nhà Pan Am cho công ty bảo hiểm Metropolitan Life Insurance vào năm 1981 và toàn bộ đường bay Thái Bình Dương cho United Airlines vào năm 1985. Tiền cộng thêm được đầu tư vào các loại máy bay mới như Airbus A310 và A320, cho dù chiếc A320 chưa hề giao cho Pan Am. Hãng cũng mở dịch vụ vận tải đường ngắn giữa Boston, New York và Washington, D.C. Tuy nhiên, thua lỗ tài chính cũng chẳng khác gì làm tăng thêm lời chỉ trích dịch vụ tồi tệ tiếp tục quấy rầy Pan Am.
Hình ảnh mẫu mực của Pan Am cũng là mục tiêu chính của khủng bố. Sự cố gắng để cho thấy rằng Hãng rất an toàn khi bay với những sự nhầm lẫn địa chỉ trong việc an ninh của hãng, Hãng đã lập ra Alert Management System năm 1986. Hệ thống mới đã cải thiện phần nào an ninh. Nhưng xa hơn nó lại lầm trầm trọng thêm nỗi lo tài chính của công ty, cái mà Hãng dự định giữ lại một phần nhỏ của an ninh để không làm phiền hành khách và mất việc làm khi cất cánh. FAA đã lọc Pan Am ra với 19 lỗi an ninh, ra khỏi thông tư 236 đã được nhận ra giữa 29 hãng vào tháng 12 1988.
Hãng cuối cùng cũng bắt đầu suy sụp tách rời từ vụ không tặc năm 1986 trên chuyến bay Pan Am 73 tại Pakistan, vụ việc mà 140 hành khách cùng phi hành đoàn bị thương hoặc bị giết, và vụ đánh bom chuyến bay Pan Am 103 (Clipper Maid of the Seas) vào năm 1988 trên bầu trời Lockerbie, Scotland với hậu quả là 270 người chết. Đa số hành khách sau đó tránh xa việc đặt chỗ trên các chuyến bay của Pan Am vì nếu họ không làm thế đồng nghĩa với việc đi trên một hãng hàng không nguy hiểm. Đối mặt với vụ kiện hơn 300 triệu đô của hơn 100 gia đình các nạn nhân trên chuyến bay PA 103, Hãng đã đòi ra hầu tòa hồ sơ của 6 cơ quan chính phủ Mỹ, kể cả CIA, DEA và Sở Liên bang. Dẫu cho những hồ sơ này chỉ ra việc Chính quyền Mỹ đã biết được về cảnh báo có đánh bom và quên đã chuyển thông tin này cho Hãng, các gia đình đều khẳng định Pan Am đang cố gắng trốn tránh trách nhiệm.
Chiến tranh Vùng Vịnh xảy ra vào tháng 8 1990, đưa hàng không vượt Đại Tây Dương đến số lượng nhỏ dần. Ngày 23 tháng 10 1990, Pan Am đã phải bán rẻ tuyến bay có lãi London Heathrow cho United Airlines, người ta có thể nói đó là tuyến bay quốc tế lớn nhất của Pan Am (Tuyến đó đã được chuyển giao lại vào tháng 4 năm 1991, sau khi cả Mỹ và Anh đều chấp thuận). Nó đã để lại cho Pan Am tuyến bay duy nhất tới London hiện nay hai chuyến hàng ngày tới Gatwick. Tuy nhiên, Pan Am bị buộc phải công bố việc phá sản vào tháng 1 năm 1991. Hãng Delta Air Lines đã mua lại những tài sản có lãi còn lại của Pan Am, bao gồm cả tuyến bay châu Âu còn lại và cả Pan Am Worldport ở sân bay JFK, và thêm vào đó một số tiền vào hãng Pan Am nhỏ hơn chủ yếu bay tới Caribê và Mỹ Latinh. Trong thời gian đó, Pan Am vẫn phải tiếp tục gánh những mất mát to lớn. Hoạt động của hãng cuối cùng chấm dứt vào ngày 4 tháng 12 năm 1991, khi Delta cắt bỏ trợ cấp. Chuyến bay lịch trình cuối cùng của hãng là chuyến Pan Am 436 từ Bridgetown, Barbados tới Miami, chiếc Boeing 727 có tên Clipper Goodwill. Trung tâm cuối cùng còn lại của Pan Am ở sân bay quốc tế Miami cũng bị chia cắt trong năm tiếp theo giữa United Airlines, hãng có phần lớn tuyến bay của Pan Am và American Airlines, hãng có phần lớn ga hành khách. Nhãn hiệu Pan Am đã được bán cho các nhà đầu tư dẫn đến một hãng hoạt động từ năm 1996 đến năm 1998, một hãng hoạt động từ năm 1998 đến 2004 và một hãng hoạt động dưới cái tên Pan Am từ 2005.
Trong cuốn sách của Barnaby Conrad, Pan Am: Huyền thoại của hàng không, cho rằng sự sụp đổ của Pan Am là sự kết hợp giữa việc quản lý công ty tồi tệ, sự lãnh đạm của chính quyền để bảo vệ hãng chuyên chở quốc tế quan trọng nhất và lỗ hổng của chính sách. Ông ta đã viết lên sự theo dõi được làm bởi Phó Chủ tịch Pan Am Stanley Gewirtz cho External Affairs:
Cái gì đã cho phép đi sai đã làm. Không có ai đã đi theo Juan Trippe mà có được cái nhìn về tương lai để làm việc gì đó rõ ràng hơn... nó là ví dụ lạ lùng nhất của Luật Murphy trong mọi hoàn cảnh. Việc bán đi các phần có lãi của Pan Am không thể tránh được sự sụp đổ của công ty. Không còn đủ một phần nào để có thể gây dựng lại công ty.

## Những chuyến bay kỷ lục đã được ghi lại
Trong thời kỳ giữa thập niên 70, đã có 2 chuyến bay của Pan Am bay vòng quanh thế giới để lập hoặc phá kỷ lục bay vòng quanh thế giới trước. Một chuyến vào tháng 5 năm 1976, một chuyến vào cuối tháng 10 năm 1977—sinh nhật lần thứ 50 của Pan Am.

### Chuyến bay tốc hành Liberty Bell (Liberty Bell Express)
Chuyến bay này, sử dụng chiếc Boeing 747SP-21 có tên Clipper Liberty Bell với số hiệu N533PA, phá kỷ lục bay vòng quanh thế giới trước đó lập bởi chiếc Boeing 707 của Flying Tiger Line, với kỷ lục mới là 46 tiếng 50 giây. Chuyến bay này rời New York vào ngày 1 tháng 5 năm 1976 và quay trở lại ngày 3 tháng 5 năm 1976. Chuyến bay này chỉ dừng lại đúng 2 lần, lần đầu là ở New Delhi, lần thứ 2 là ở Tokyo-Haneda, nơi mà chuyến bay bị trì hoãn tới 2 tiếng vì cuộc bãi công của nhân viên sân bay. Tuy nhiên, chuyến bay này đánh bại kỷ lục cũ của chiếc 707 với 16 tiếng 24 phút nhanh hơn.

### Chuyến bay 50
Để kỷ niệm sinh nhật Pan Am lần thứ 50, Pan Am đã chuẩn bị một chuyến bay vòng quanh thế giới khác bay trên vùng Cực Bắc và vùng Cực Nam, lần này, với 3 lần dừng ở sân bay London Heathrow, Cape Town và Auckland trước khi trở lại nơi xuất phát—San Francisco. Chiếc Boeing 747SP-21 được sử dụng lần này, chiếc Clipper New Horizons thực ra là chiếc Liberty Bell cũ, đưa chiếc máy bay này trở thành chiếc duy nhất bay vòng quanh địa cầu trên Xích đạo (với Liberty Bell) và trên hai cực (với New Horizons). Chuyến bay chỉ bay trong 54 tiếng 7 phút và 12 giây, lập nên 6 kỷ lục thế giới mới được chứng nhận bởi FAI. Người cơ trưởng điều khiển chiếc máy bay này cũng là người điều khiển Chuyến bay tốc hành Liberty Bell.

## Văn hóa bình dân
Pan Am nắm giữ vị trí cao ngất ngưởng trong văn hóa bình dân thời kỳ Chiến tranh lạnh. Một trong những hình ảnh nổi tiếng nhất của Hãng chính là việc ban The Beatles đến sân bay JFK vào năm 1964 trên chiếc Pan Am Boeing 707-331 Clipper Defiance.
Từ năm 1964 đến năm 1968, họa sĩ lừa Frank Abagnale, Jr., hóa trang thành phi công của Pan Am, đi máy bay mà không phải trả tiền tới rất nhiều điểm đến trên ghế phụ của buồng lái. Ông ta cũng sử dụng những khách sạn được Pan Am ưu đãi, trả các hóa đơn với séc giả và sau đó mua sắm bằng cuộn séc trả cho nhân viên với cái tên của Pan Am. Ông ta đã chứng minh giai đoạn này qua cuốn tiểu thuyết Catch Me if You Can (Hãy bắt tôi nếu có thể), sau đó tác phẩm này được dựng thành phim vào năm 2002. Abagnale gọi Pan Am là "Ritz-Carlton của các hãng hàng không" và lưu ý rằng những ngày xa xỉ trong du lịch hàng không đang mất đi dần.
Trong chương trình tàu vũ trụ Apollo, Pan Am bán vé cho chuyến bay tương lai tới Mặt Trăng. Những chiếc vé này sau đó trở thành những vật vô giá của các nhà sưu tầm. Một chiếc Pan Am "Space Clipper" hư cấu, chiếc máy bay vũ trụ thương mại được gọi là Orion III có vai trò xuất chúng trong phim của Stanley Kubrick có tên 2001: A Space Odyssey, đưa ra trên bích chương của phim. Mô hình chất dẻo của chiếc Pan Am Space Clipper được tung ra thị trường bởi công ty Aurora cùng thời gian phát hành phim vào năm 1968. Một bức hình châm biếm bộ phim của tạp chí Mad Magazine vào năm 1968 cho thấy nữ tiếp viên của Pan Am trong bộ đồ "Actionwear by Monsanto" với việc họ đùa về gương mặt các hành khách khi nôn ra trong môi trường vô trọng lực. Phần tiếp theo của phim, 2010: The Year We Make Contact cũng đề cao Pan Am ở cảnh quan quảng cáo trên ti vi ở nhà vợ góa của David Bowman với khẩu hiệu "Với Pan Am, sẽ không còn giới hạn nữa". Trong một sê-ri phim khoa học viễn tưởng gần đây, Battlestar Galatica, một trong những con tàu của những người sống sót lang thang trong vũ trụ là chiếc tàu ngôi sao "Pan Galactic" hoặc "Pan Gal". Con tàu được sơn màu sơn của Pan Am và biểu trưng của Pan Am thì gần giống như đúc biểu trưng cũ của Pan American.
Pan Am cũng xuất hiện trong một số phim khác, đặc biệt là một số phim "Điệp viên 007". Những chiếc Boeing 707 của Hãng được đề cao trong một số phim như Dr. No, From Russia with Love và phim nhại lại nổi tiếng Casino Royale, khi mà chiếc Pan Am 747 và Worldport xuất hiện trong Live and Let Die. Biểu trưng của hãng cũng được nổi bật lên trong Licence to Kill, khi James Bond đăng ký chuyến bay của Pan Am mà rốt cuộc thì anh ta không lên máy bay.
Những sự đề cập khác bao gồm có:
- Phim được sản xuất năm 1969 Bullitt làm nổi bật cảnh rượt đuổi nhau tại phi trường San Francisco, nơi mà nhân vật do Steve McQueen đóng đuổi theo một tên tội phạm trên đường khi lắt léo ra khỏi những chiếc Pan Am Boeing 707.
- Cũng trong năm 1969, diễn viên người Áchentina Isabel Sarli đăng ký và lên chuyến bay trên chiếc Pan Am Boeing 707 từ Thành phố Panama, Panama tới Buenos Aires trong bộ phim của Armando Bo, Desnuda de la arena.
- Biểu tượng của hãng cũng được nhìn thấy trong Blade Runner. Sau đó Pan Am trở thành một trong những nạn nhân của cái được cho là sự nguyền rủa của Blade Runner lên những công ty lớn có biểu trưng xuất hiện một cảnh trong phim.
- Pan Am cũng được nhắc đến rõ ràng một cách nổi bật trong Scarface (cảnh quay đặt ở Miami, một trong những trung tâm lớn của Pan Am), nơi mà biểu tượng cùng với khẩu hiệu của Pan Am bị sử dụng riêng bởi trùm tội phạm Tony Montana.
- Trong bộ phim sản xuất năm 1988 High Spirits, một gia đình những du khách người Mỹ du lịch tới lâu đài Ái Nhĩ Lan của Peter Plunkett trên chiếc Pan Am 747. Đây là một trong những bộ phim cuối cùng mà khán giả có thể thấy chiếc 747 với màu mới của Pan Am.
- Pan Am cũng được nổi bật ở đoạn mở đầu phim Hook của Robin Williams, phim mà một gia đình ở trên một chiếc Pan Am Boeing 747-121 tới London. Trớ trêu thay, bộ phim ra mắt chỉ một tuần sau khi Pan Am dừng hoạt động.
- Trong phim The Phantom (1996), một chiếc Pan Am Clipper, chắc chắn là chiếc Sikorsky S-42, cố gắng tạo ra một chuyến đi "không phạm vi" giữa New York và đất nước hư cấu Bengala ở châu Phi trước khi cuộc tấn công của hải tặc trên không dừng nó lại. Cũng ở cảng New York quảng cáo rằng: "Pan Am Clipper Cargo" và "Via Pan American", cả hai với biểu tượng cũ của Pan Am.

Ở Nhật Pan Am là nhà tài trợ chính cho môn vật Sumo từ 1961 đến 1991 (tiếp tục sau khi Hãng rút khỏi thị trường vượt Thái Bình Dương). Quản lý vùng Viễn Đông David Jones là người trao cúp Pan American Trophy cho các tay đô vật xuất sắc sau mỗi vòng đấu, ông cũng là người có chút tiếng tăm trong làng thể thao Nhật. Pan Am cũng cho Công ty xếp hình Tuco mượn tên và logo của hãng từ thập niên 1960 đến 1970. Những bộ xếp hình miêu tả các thắng cảnh đẹp mà hành khách có thể đến được với Pan Am.
Pan Am cũng là nhà tài trợ chính cho các sự kiện thể thao lớn như FIFA World Cup (lần cuối vào năm 1990) và Đại hội Olympic (lần cuối vào năm 1988).
Một thuật ngữ sử dụng trong tâm lý học bình dân là "Pan American (hoặc Pan Am) Smile" được đặt tên sau lời chào của tiếp viên (hay ít nhất là của các diễn viên đóng vai tiếp viên trên quảng cáo truyền hình) được cho là tới hành khách, nó gồm cả sự cử động gượng gạo của miệng mà không có cử động của các cơ mặt xung quanh mắt giúp cho miêu tả nụ cười thật hơn. Nó cũng được bắt chước một cách định kỳ trong suốt bộ phim Toy Story 2, khi một con búp bê Barbie được thiết kế sau đó và ăn mặc như một tiếp viên của Pan Am.

## Các tai nạn và vụ khủng bố
Máy bay Pan Am dính tới 75 vụ có tiếng, một số trong đó có tử vong. Vụ đầu tiên xuất hiện vào ngày 16 tháng 7 năm 1932, khi một chiếc Ford Trimotor đâm xuống núi ở Vitacura, Chile. Toàn bộ 9 người trên máy bay thiệt mạng.
Một số tai nạn khiến Pan Am dính tới việc khởi đầu cho chính sách của FAA về thiết lập các phương sách an toàn trên máy bay. Một chiếc Pan Am 707 có tên Clipper Tradewind và hoạt động với số hiệu bay Flight 214 đang chuẩn bị hạ cánh trong chuyến bay từ Baltimore đến Philadelphia khi mà lần cuối nó được nhìn thấy đi xuống trong lửa ngày 8 tháng 12 năm 1963. Nó được xác định rằng sét đã làm bốc hơi nước trong thùng xăng. Như là kết quả của thảm họa, bấc phóng sét đã được lắp đặt trên tất cả các máy bay thương mại.
Một chiếc Pan Am 747 khác, chiếc Clipper Victor (là chiếc máy bay bay chuyến bay thương mại lịch trình đầu tiên của chiếc Boeing 747) dính vào vụ Thảm họa Tenerife ngày 27 tháng 3 năm 1977, thảm họa kinh khủng nhất trong lịch sử hàng không (ngoại trừ vụ 11/9). Chiếc Clipper Victor hoạt động như là chuyến bay cho thuê từ Los Angeles tới Las Pamas, đảo Canary, phải chuyển hướng tới Tenerife vì vụ đánh bom đe dọa tại Las Pamas. Một chiếc KLM 747 cất cánh mà không có sự cho phép rõ ràng đâm vào chiếc Clipper Victor trên đường băng. Tổng cộng có 583 người chết, 335 người trên chiếc Pan Am 747. Tai nạn này đã dẫn đến sự sửa đổi kể cả việc cải tiến trong việc liên lạc giữa tổ lái và đài không lưu.
Vụ Dawson ngày 6 tháng 9 năm 1970, chiếc Pan Am 747 mang số hiệu bay 93 chuyên chở 153 hành khách và 17 nhân viên tổ lái, bay từ Brussels, Bỉ đến New York với chặng dừng ở Amsterdam. Hai tên khủng bố của tổ chức PFLP đã lên máy bay và không tặc chiếc máy bay này như là mục tiêu của cơ hội. Cùng lúc đó chuyến 741 của hãng TWA, chuyến 100 của hãng Swissair và chuyến 775 của Hãng BOAC cũng bị không tặc buộc phải hạ cánh xuống căn cứ quân sự bỏ hoang Dawson. Vì nhiều lý do không thể hạ cánh xuống Dawson, chiếc Pan Am 747 phải hạ cánh xuống Sân bay Cairo. Trước khi không tặc 4 chuyến bay kia, 2 thành viên PFLP là Patrick Arguello và Leila Khaled đã không tặc chiếc máy bay Boeing 707 mang số hiệu bay 219 của Hãng Hàng không El Al Israel nhưng thất bại. Cả bốn chiếc máy bay đều bị đặt bom nổ sau khi đã đưa hết con tin ra khỏi máy bay.
Ngày 2 tháng 7 năm 1972, một chiếc Boeing 747 của Pan Am do cơ trưởng Gene Vaughn điều khiển, đã bị sinh viên Nguyễn Thái Bình khống chế và định cướp máy bay để đáp xuống Hà Nội. Nhưng sau đó khi máy bay đáp xuống Sân bay Tân Sơn Nhất thì Bình đã bị một cảnh sát Mỹ bắn chết.
Pan Am cũng từng trải qua một số vụ có tử vong mà hậu quả là từ khủng bố. Ngày 17 tháng 12 năm 1973, bom đã được thảy lên chuyến bay 110 bởi một nhóm người Palestin (chiếc Boeing 707 tên Clipper Celestial) khi hành khách đang lên máy bay tại Roma, Ý. Chiếc máy bay bị cháy và 30 người thiệt mạng. Chuyến bay 830 bị đánh bom trên vùng biển Thái Bình Dương ngày 11 tháng 8 năm 1982, một hành khách thiệt mạng trước khi máy bay đáp an toàn xuống Honolulu. Một chiếc 747 tên Clipper Empress of the Seas, hoạt động với số hiệu bay Flight 73, bị không tặc khi đang dừng đúng lịch trình tại Karachi, Pakistan ngày 5 tháng 9 năm 1986. Chuyến bay chưa hề rời khỏi Karachi, nhưng 20 người bị giết khi máy bay bị xông vào ở dưới đất.

### Chuyến bay 103 của Pan Am

Xác chiếc máy bay Pan Am 103 ở phần đầu

Vụ khủng bố cuối cùng có tử vong là chuyến bay 103, chuyến bay lịch trình vượt Đại Tây Dương hằng ngày thứ ba của Pan Am từ London Heathrow tới Sân bay quốc tế John F. Kennedy. Ngày 21 tháng 12 1988, chiếc máy bay bay tuyến bay này, chiếc Boeing 747-121 có số hiệu N739PA và được đặt tên Clipper Maid of the Seas, bị nổ đi khi đang bay trên bầu trời Lockerbie, Dumfries và Galloway, Scotland, Anh khi một loại chất nổ plastic nặng khoảng 340-450g bị kích nổ ở khoang chứa hàng trước, gây ra một chuỗi sự kiện khởi đầu cho việc phá hủy nhanh chóng của máy bay. 270 người từ 21 quốc gia thiệt mạng, kể cả 11 người ở mặt đất. Với 189 hành khách thiệt mạng là người Mỹ, vụ đánh bom này là vụ tấn công khủng bố tệ hại nhất chống lại nước Mỹ cho đến vụ 11/9.

## Máy bay
Đội bay của hãng Pan American World Airways từ năm 1927 cho đến năm 1991.